# (78) Diana
(78) Diana – planetoida z grupy pasa głównego planetoid okrążająca Słońce w ciągu 4 lat i 92 dni w średniej odległości 2,62 j.a. Została odkryta 15 marca 1863 roku w obserwatorium w Düsseldorfie przez Roberta Luthra. Nazwa planetoidy pochodzi od Diany, bogini łowów w mitologii rzymskiej.